# Élections municipales de 2026 à Toulon
Pour des articles plus généraux, voir Élections municipales françaises de 2026 et Élections municipales de 2026 dans le Var.
Les élections municipales de 2026 à Toulon auront lieu en mars 2026. Elles visent au renouvellement du conseil municipal et du conseil métropolitain de la métropole Toulon-Provence-Méditerranée.

## Modalités du scrutin

### Dates
Ces élections se tiendront en mars 2026, les dates précises seront annoncées par décret au moins 3 mois avant le scrutin.

### Mode de scrutin
L'élection des conseillers municipaux et métropolitains se déroule selon un scrutin de liste à deux tours avec prime majoritaire : les candidats se présentent en listes complètes avec la possibilité de deux candidats supplémentaires. Lors du vote, on ne peut faire ni adjonction, ni suppression, ni modification de l'ordre de présentation des listes. Chaque bulletin de vote comporte deux listes : une liste de candidats aux seules élections municipales et une liste de ceux également candidats au conseil métropolitain.
Le nombre de sièges à pourvoir au conseil municipal de Toulon correspond à celui des communes dont la population est comprise entre 150 000 et 200 000 habitants, soit 59 sièges. Les conseillers municipaux sont élus au suffrage universel direct pour une durée de mandat de six ans. L'élection se termine au premier tour en cas de majorité absolue. Le cas échéant, un second tour a lieu. Les listes qui ont obtenu au moins 10 % des suffrages exprimés au premier tour peuvent se présenter au second. Les candidats des listes qui ont obtenu plus de 5 % des suffrages exprimés au premier tour peuvent rejoindre une autre liste.
La liste ayant obtenu le plus de voix se voit attribuer la moitié des sièges, arrondie à l'entier supérieur si nécessaire. Ainsi, la liste majoritaire obtiens automatiquement 30 sièges. Les 29 sièges restants sont attribués à la représentation proportionnelle à la plus forte moyenne aux listes ayant obtenu au moins 5 % des suffrages exprimés au second tour (ou au premier tour en cas de tour unique).

## Contexte

### Scrutin précédent
Les élections municipales de 2020 ont été marquées par une abstention massive en raison de la pandémie de Covid-19, la participation s'étant effondrée de 52 % en 2014 à 31 % en 2020.
Sur le plan local, comme en 2014, la liste menée par le républicain Hubert Falco obtient la majorité dès le 1er tour ainsi que 50 sièges au conseil municipal. 
Le Rassemblement national reste la première force d'opposition bien que ne décrochant que 4 sièges contre 6 lors de la mandature précédente.
La liste de gauche des écologistes, des socialistes et des communistes parvient à se maintenir et conserve ses 3 sièges.
Enfin la liste de la République en Marche entre au conseil municipal et obtient les 2 sièges restants.

### Contexte politique local
Reconnu coupable de recel et de détournement de fonds publics, le maire de la ville Hubert Falco a été condamné le 14 avril 2023 à une peine d'inéligibilité assorti d'une exécution provisoire, l'obligeant ainsi à démissionner des ses mandat locaux, dont celui de maire de Toulon. Cette peine ayant été confirmée en appel et en cassation, il ne peut pas être candidat en 2026.

## Candidatures déclarées
Le 30 avril 2025 Magali Brunel est désignée pour mener la liste "Toulon en commun" réunissant la gauche bien que la France Insoumise ne fasse pas partie de ce rassemblement.
Le 18 juillet 2025, la Commission nationale d'investiture des Républicains désigne Michel Bonnus comme candidat plutôt que la maire sortante Josée Massi.

## Sondages
Tout sondage d'opinion est affecté par une marge d'erreur.
Une couleur arbitraire est associée à chaque institut de sondage ; ces couleurs sont une aide visuelle et ne correspondent pas à une tendance politique.

### Premier tour
| Source | Date de réalisation | Échantillon | LFI - LÉ - PCF - PS | ENS - LR  | DVD       | RN - UDR  |
| Source | Date de réalisation | Échantillon | Ubeda               | Bonnus    | Massi     | Lavalette |
| ------ | ------------------- | ----------- | ------------------- | --------- | --------- | --------- |
| Source | Date de réalisation | Échantillon |                     |           |           |           |
| Elabe  | 10-20 février 2025  | 431         | 22                  | 30 Bonnus | 30 Bonnus | 48        |
| Elabe  | 10-20 février 2025  | 429         | 21                  | 33 Massi  | 33 Massi  | 46        |
| Elabe  | 10-20 février 2025  | 445         | 18                  | 9         | 35        | 38        |

N.B. :
- en gras sur fond blanc les candidats qualifiés au second tour dans le sondage.

## Résultats
|                          |               |                    |              |              |             |             |        |        |  |
| Tête de liste            | Tête de liste | Liste              | Premier tour | Premier tour | Second tour | Second tour | Sièges | Sièges |  |
| Tête de liste            | Tête de liste | Liste              | Voix         | %            | Voix        | %           | CM     | CC     |  |
|                          | Michel Bonnus | LR                 |              |              |             |             |        |        |  |
|                          |               |                    |              |              |             |             |        |        |  |
|                          | Magali Brunel | PS - PCF - LÉ - PP |              |              |             |             |        |        |  |
| Toulon en commun         |               |                    |              |              |             |             |        |        |  |
|                          |               |                    |              |              |             |             |        |        |  |
| Votes valides            |               |                    |              |              |             |             |        |        |  |
| Votes blancs             |               |                    |              |              |             |             |        |        |  |
| Votes nuls               |               |                    |              |              |             |             |        |        |  |
| Total                    | Total         | Total              |              | 100          |             | 100         | 59     | 33     |  |
| Abstention               |               |                    |              |              |             |             |        |        |  |
| Inscrits / participation |               |                    |              |              |             |             |        |        |  |